# Neotoma macrotis
Neotoma macrotis е вид бозайник от семейство Хомякови (Cricetidae).

## Разпространение
Видът е разпространен в Мексико и САЩ.